# Liste des phares du Connecticut

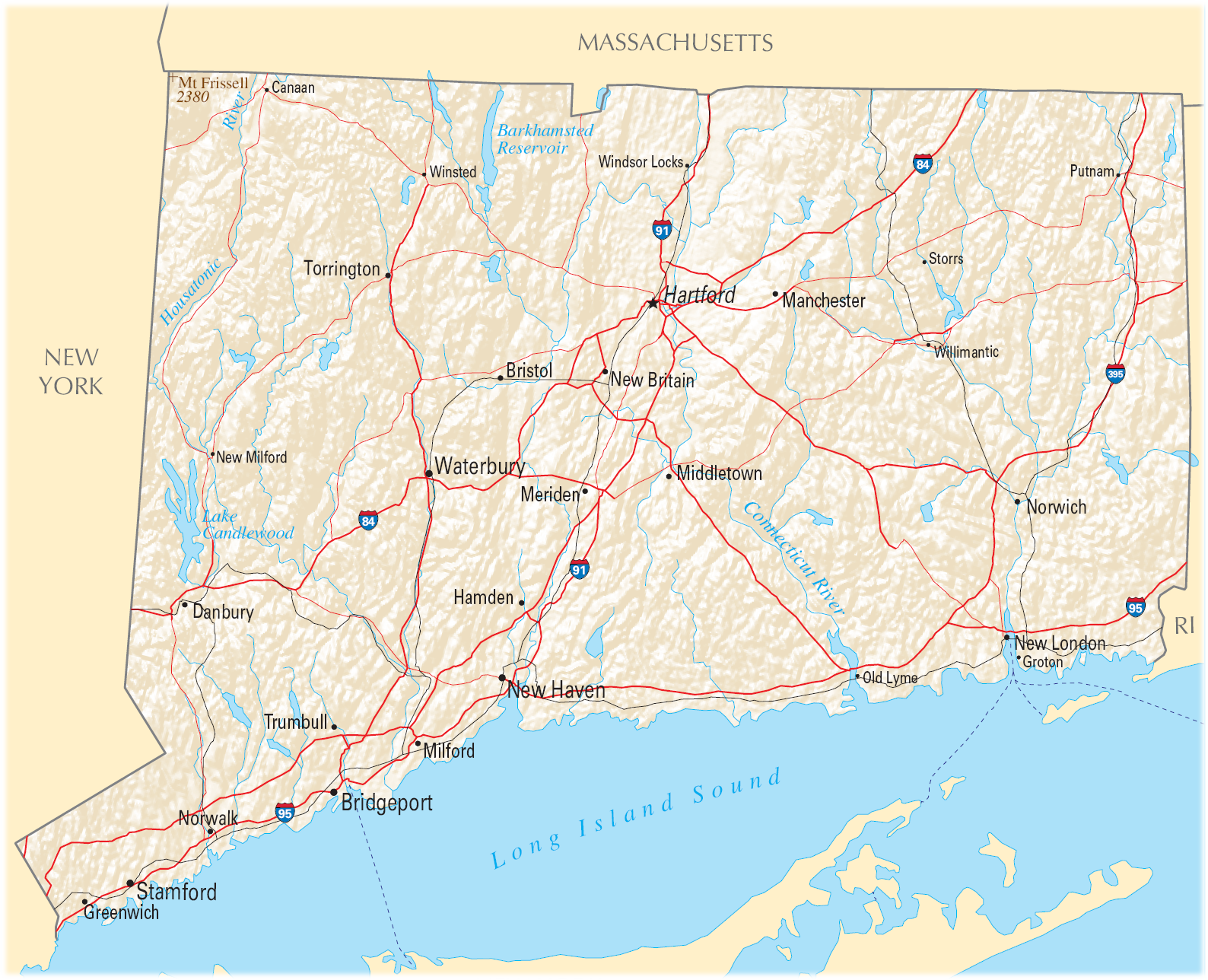
Carte du Connecticut

La liste des phares du Connecticut dresse la liste des phares de l'État américain du Connecticut répertoriés par la United States Coast Guard. Le Connecticut compte 14 phares en activité. Le premier phare de l'État du Connecticut est le phare de New London Harbor construit en 1760.
Les aides à la navigation dans le Connecticut sont gérées par le premier district de l' United States Coast Guard , mais la propriété (et parfois l’exploitation) de phares historiques a été transférée aux autorités et aux organisations de préservation locales.
Leur préservation est assurée par des sociétés locales de la American Lighthouse Foundation (en) et sont répertoriés au Registre national des lieux historiques (*).

## Comté de New London
- Phare du port de Stonington *
- Phare de Mystic Seaport
- Phare de Morgan Point *
- Phare de Latimer Reef *
- Phare d'Avery Point *
- Phare de New London Ledge *
- Phare du port de New London *

## Comté de Middlesex
- Phare de Saybrook Breakwater *
- Phare de Lynde Point *
- Essex Reef Light (en)

## Comté de New Haven
- Phare de l'île Falkner *
- Phare de Southwest Ledge *
- Phare de Five Mile Point *

## Comté de Fairfield
- Phare de Stratford Point *
- Phare de Stratford Shoal *
- Phare de Tongue Point *
- Phare de Bridgeport Harbor
- Phare de Black Rock Harbor
- Phare de Penfield Reef *
- Phare de Peck Ledge *
- Phare de Sheffield Island (en) *
- Phare de Greens Ledge (en)
- Phare de Stamford Harbor Ledge (en) *
- Phare de Great Captain Island *